# Dieter Bogner
Dieter Bogner (geb. 4. September 1942 in Wien) ist ein österreichischer Kunsthistoriker, Museumsplaner und Kunstsammler.

## Leben
Bogner war in den 1960er Jahren als Unternehmer in der Stahlbranche tätig. Von 1968 bis 1974 studierte er Kunstgeschichte, Philosophie und Klassische Archäologie in Wien und Paris. Im Jahr 1974 wurde er an der Universität Wien mit der Arbeit „Die Fresken von Saint-Martin und von Saint-Julien in Tours und ihre Stellung in der romanischen Malerei des Loiregebietes“ promoviert und war von 1974 bis 1984 als Universitätsassistent am Institut für Kunstgeschichte tätig. 1984 war er einer der Organisatoren der Besetzung der Hainburger Au. In den 1980er und 1990er Jahren arbeitete Bogner als freier Kurator, Forscher und Publizist im Bereich moderner und zeitgenössischer Kunst sowie Museologie. Außerdem lehrte er als Gastprofessor im Bereich Museums- und Ausstellungswesen u. a. an der Universität für angewandte Kunst Wien, der TU Wien und der Moscow School of Social and Economic Sciences in Moskau. Seit Mitte der 1990er Jahre ist Bogner als Museumsplaner, Ausstellungskurator und Autor tätig. 2005 habilitierte Bogner am Institut für Kunstgeschichte der Universität Wien. 2014 wurde ihm die Ehrenprofessur der Donauuniversität Krems verliehen.

## Wirken
Bogner wurde in der Gründungsphase des Wiener MuseumsQuartiers, dessen Konzept er entwickelte, von 1990 bis 1994 als einer der beiden Geschäftsführer der Museumsquartier Errichtungs- und Betriebsgesellschaft für Inhaltsentwicklung, museologische Fachplanung und Öffentlichkeitsarbeit bestellt. 1994 gründete Bogner die Firma bogner.cc (seit 2017: bogner.knoll) für Museums- und Ausstellungsplanung.
Gemeinsam mit Renate Goebl gründete Bogner 1990 das Institut für Kulturwissenschaft (ikw) Wien, das er gemeinsam mit Goebl bis 2001 leitete. 1991 initiierte ein Team um Bogner und Goebl einen auf Vermittlungsarbeit im Museums- und Ausstellungswesen spezialisierten Lehrgang „Kommunikation im Museum. Arbeiten für Besucherinnen und Besucher“.
Von Juli 2016 bis Jänner 2017 wurde Bogner interimistisch zum kaufmännischen Geschäftsführer der Österreichischen Galerie Belvedere Wien ernannt.

## Mitgliedschaften
Von 1987 bis 1991 war Bogner Vorsitzender des Österreichischen Kunsthistorikerverbands. Er ist Gründer und Stifter der Friedrich und Lillian Kiesler Privatstiftung-Wien, deren Vorstandsvorsitzender er von 1997 bis 2013 war. Darüber hinaus war er Präsident der Sigmund Freud Gesellschaft Wien (1993 bis 2008) und Mitglied des Board of Trustees am New Museum of Contemporary Art, New York (1995 bis 2018).

## Kunstraum Buchberg

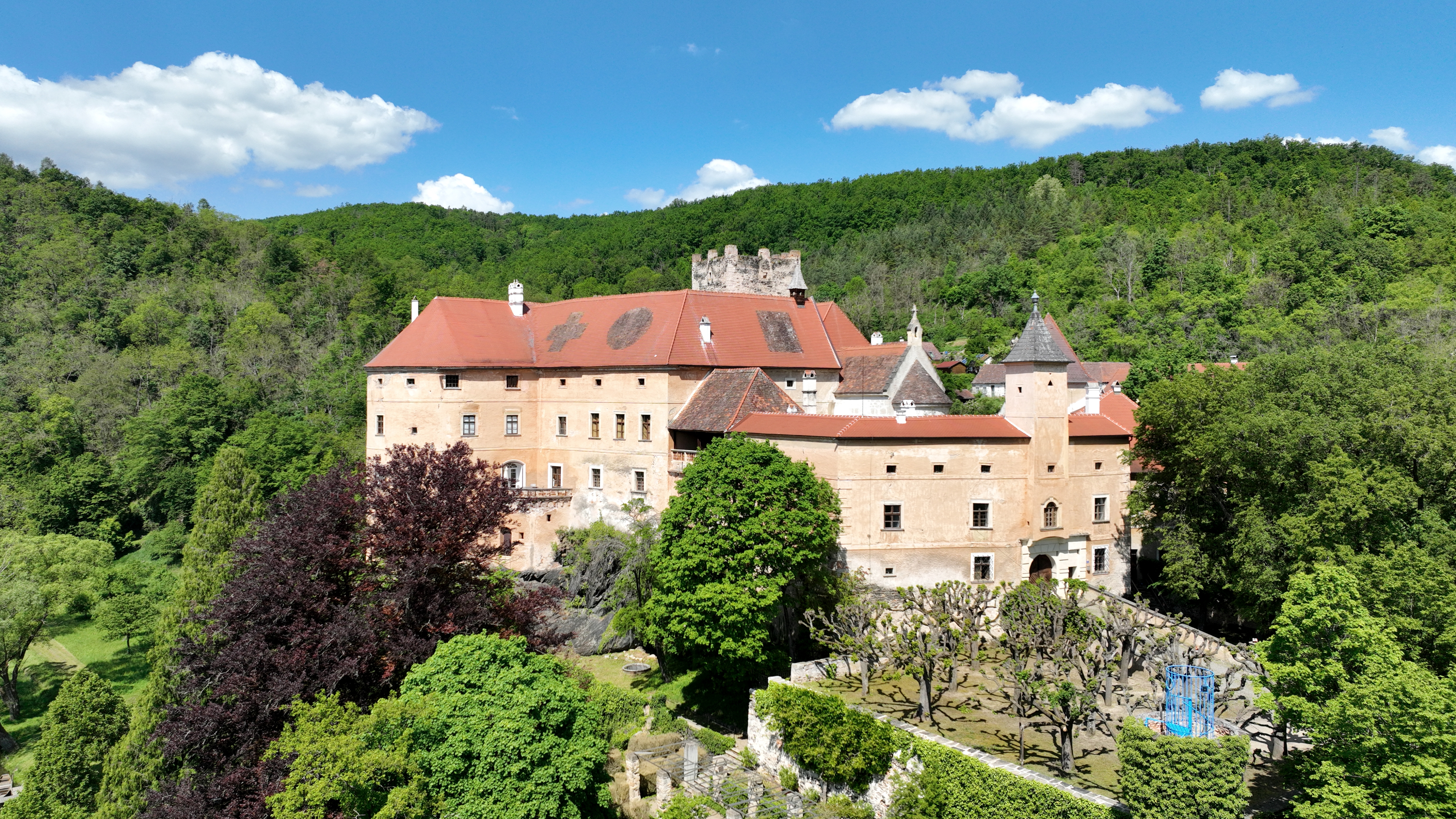
Schloss Buchberg; wurde 1965 erworben und 1979 gründeten Dieter und Gertraud Bogner im Schloss den Kunstraum Buchberg

Seit den 1970er Jahren betreibt Bogner gemeinsam mit seiner Frau Gertraud Bogner den Kunstraum Buchberg in Schloss Buchberg am Kamp, eine internationale Sammlung zeitgenössischer Kunst mit Schwerpunkt auf in situ-Installationen im Innen- und Außenraum des Schlosses (u. a. von Dan Graham, Nikita Kadan, Thomas Kaminsky, Stanislav Kolíbal, François Morellet, Dóra Maurer, Dorit Margreiter, Roland Goeschl, John Hilliard, Jorrit Tornquist, Heimo Zobernig), in Verbindung mit Symposien (z. B. „Kunst und Ökologie“, 1987; „Das gequälte Quadrat“, 1989, publiziert 1990), Ausstellungen (z. B. „Yesterday, Today, Today“, 2019) und Publikationen (u. a. „Raumkunst.Kunstraum“, 2000).

## Sammlung
2007 überließ das Ehepaar einen großen Teil seiner privaten Kunstsammlung konstruktiver und konzeptueller Kunst dem mumok, Museum Moderner Kunst Stiftung Ludwig Wien. Die an keine Bedingungen gebundene Schenkung umfasst mehr als 100 Bilder, Skulpturen, Objekte und Rauminstallationen sowie 300 Zeichnungen, Druckgrafiken, Gouachen, Künstlerbücher, Autographen und Archivalien. In den folgenden Jahren erfolgten weitere Schenkungen an das mumok, das Wien Museum, das Lentos Linz, das Belvedere Wien und die Landessammlung Niederösterreich.

## Museumsplanung
Die wichtigsten Museumsplanungen Bogners als Planer und (Co-)Kurator sind: von 1998 bis 2003 das Jagd-, Landwirtschafts-, Volkskunde- und Naturkundemuseum und das Kunsthaus Graz des Universalmuseums Joanneum (Graz), das museologische Konzept für die Neuordnung der Museumslandschaft Hessen Kassel (2004/05), Museumsleitplan und Konzept DomQuartier Salzburg (2007–2014), die Kunstkammer Kunsthistorisches Museum Wien (2012/13) und das Museumsquartier Bern (2018–2021) und das Nutzungs- und Ausstellungskonzept für das Stadtschloss Weimar (Klassik Stiftung Weimar, 2020/21).

## Ausstellungen (Auswahl)
- "Friedrich Kiesler – Visionär", 1890–1965, Museum des 20. Jahrhunderts Wien (1988)
- "Johannes Itten. Seine Wiener Jahre", Museum des 20. Jahrhunderts Wien, Kunsthaus Zürich, 1988
- "Franz West – Heimo Zobernig", Graz, Horn, Prag (1990)
- "Im Licht des Monitors", Horn, Graz, Prag, Dornbirn (1991/92)
- "Haus-Rucker-Co, Objekte, Konzepte, Bauten 1967–92", Kunsthalle Wien (1992)
- "Peggy and Kiesler", Peggy Guggenheim Collection, Venedig, Kurator (2003)
- "Frederick Kiesler: Co-Realities", Drawing Center New York (USA / 2008)[22]
- "Der Krieger, die Witwe und ihr Sohn", Schloss Hof, Niederösterreich, Kurator gem. mit Katharina Knoll (2014/15)
- "Friedrich Kiesler. Lebenswelten", MAK Wien, Kurator, Herausgeber des Katalogs, (2015/16)
- „Konstruktion_Reflexion“, mumok Wien, (2016/17)
- "Stanislav Kolíbal. Former uncertain indicated", Tschechisch-Slowakischer Pavillon, 58. Biennale Venedig, Kurator und Autor des Katalogs (2018/19)[23]
- "O. T". Museum Liaunig, Neuhaus (2020)[24]

## Schriften (Auswahl)
Die Forschungsschwerpunkte Bogners umfassen die moderne und zeitgenössische Kunst- und Kulturwissenschaft sowie die Theorie der Kunstgeschichte.
- Die Fresken von Saint-Martin und von Saint-Julien in Tours und ihre Stellung in der Romanischen Malerei des Loiregebietes, in: Wiener Jahrbuch für Kunstgeschichte, 30/31, 1977/78, S. 7–46
- Wien 1920-1930: Es war als würde Utopia Realität werden, in: alte und moderne kunst, Jg. 28, Nr. 190/191, Innsbruck 1983, S. 35–48 (hauspublikationen.mak.at).
- Die Kunst, Geschichte zu schreiben. Bemerkungen zu Hans Beltings Abhandlung ,Das Ende der Kunstgeschichte?, in: Kunsthistoriker. Mitteilungen des Österreichischen Kunsthistorikerverbandes. Diskussionsgrundlagen zum 2. Österreichischen Kunsthistorikertag in Salzburg, 1. Jg., Nr. 3, Graz 1984, S. 3–6
- Wien 1920–1930: Musik, Theater und bildende Kunst zwischen Expressionismus und Neuer Gestaltung, in: Carlo Bertelli, Hermann Fillitz (Hrsg.): Akten des XXV. Internationalen Kongresses für Kunstgeschichte, Band 2: Kunst, Musik, Schauspiel, Wien/Köln/Graz 1985, S. 123–132
- Denn der Österreicher lebt polarisch! in: Patrick Werkner (Hrsg.): Kunst in Österreich 1945–1995. Ein Symposion der Hochschule für angewandte Kunst in Wien im April 1995, Wien 1996, S. 43–63
- Friendly Alien. Ein Kunsthaus für Graz. Peter Cook / Colin Fournier Architects, Ostfildern-Ruit 2004
- Marc Adrian. Kunst ohne Bewegung ist überflüssig, in: Anna Artaker (Hrsg.): Marc Adrian, Ausst.-Kat. Neue Galerie Graz am Landesmuseum Joanneum, Klagenfurt 2007, S. 30–51
- Leidenschaftlich exakt. Sammlung Dieter und Gertraud Bogner im mumok, Sammlungskatalog, Verlag der Buchhandlung Walther König, 2012, ISBN 978-3-902490-82-7
- als Herausgeber gemeinsam mit Gertraud Bogner (Hrsg.): Perspektiven in Bewegung. Sammlung Dieter und Gertraud Bogner im mumok, Sammlungskatalog, Verlag der Buchhandlung Walther König, Köln 2017, ISBN 978-3-96098-063-6
- Ein Blick zurück in die Zukunft, in: Das Museum der Zukunft. 43 neue Beiträge zu Diskussion über die Zukunft des Museums, schnittpunkt und Joachim Baur (Hrsg.), Bielefeld 2020, S. 85–92

## Auszeichnungen
- 1995: Konrad-Lorenz-Preis für Umweltschutz
- 2007: Österreichisches Ehrenkreuz für Wissenschaft und Kunst für Dieter und Gertraud Bogner[25]
- 2008: AICA Award „Best Show of a Non-Profit Space“ der Saison 2007/08 für Ausstellung „Frederick Kiesler: Co-Realities“, Drawing Center New York (USA)[22]
- 2017: Goldenes Ehrenzeichen für Verdienste um das Land Wien[11]
- 2018: Ehrenzeichen für Verdienste um das Bundesland Niederösterreich[26]
- 2019: "Lebenswerk als Sammler" des viennaARTaward, für Dieter und Gertraud Bogner[27]